# Beckerskirchhof
Beckerskirchhof ist ein Einzelhof und Ortsteil der Gemeinde Reinstädt im Saale-Holzland-Kreis in Thüringen.

## Lage und Verkehrsanbindung
Der abgelegene Hof liegt auf der teilweise mit Wald bestandenen Hochfläche nördlich des Reinstädter Grundes in einer Höhe von 424 Metern über NN. Er ist nur über unbefestigte Straßen und Wege erreichbar. Die nächstgelegene Siedlung ist der 2,5 km entfernte Reinstädter Ortsteil Bergern. Zum etwa 170 m tiefer liegenden Ort Reinstädt sind etwa 3,5 km zurückzulegen. Zum nördlichen, knapp 4 km entfernten Nachbarort Milda führt eine geschotterte Forststraße.

## Geschichte
Ottogerd Mühlmann schreibt, dass sich nahe dem heute vorhandenen Hof die Wüstung Beckers Kirchhof befunden habe und der Hof am Anfang des 19. Jahrhunderts von einem Herrn Peipelmann errichtet worden und heute (um 1970) noch unter seinem Namen bekannt sei. Seit den 1990er Jahren bewirtschaften die Bewohner des Hofes einen Rastplatz für Wanderer, die dort Getränke und kleine Speisen erwerben können.

## Umgebung
Um den Hof befinden sich größere Waldgebiete, die ungestörte Wanderungen zu Fuß oder mit dem Fahrrad ermöglichen. Beispielsweise können zur knapp 10 km entfernten Stadt Kahla im Saaletal über 7 km im Wald (Hohe Straße) zurückgelegt werden.
Etwa 1 km südlich des Hofes liegt das Naturschutzgebiet Schönberg.